# Catharina Valckx
Catharina Valckx (n. 30 octombrie 1957, De Bilt, Utrecht, Țările de Jos) este o autoare și ilustratoare de literatură pentru copii născută în 1957 în De Bilt, Regatul Țărilor de Jos, din părinți neerlandezi.

## Biografie
A locuit în Franța, în Bièvres, în marile suburbii pariziene, împreună cu părinții și cele patru surori ale sale, apoi s-a întors în Țările de Jos pentru a studia la Academia de Artă din Groningen. Acum locuiește în Amsterdam .
A produs mai întâi texte, picturi, expoziții.  Abia după nașterea fiului ei, în 1993, a descoperit literatura pentru copii și și-a publicat primele cărți ilustrate, pe care le-a scris în franceză și neerlandeză  .
A fost selectată de patru ori, în 2011, 2013, 2014 și 2015 pentru prestigiosul premiu internațional suedez, Premiul Memorial Astrid-Lindgren  .

## Unele publicații
- Seria Regele și găina :
  - Regele și găina, École des Loisirs, 1997.
  - Visele regelui, École des Loisirs, 2000
  - Regele, găina și hoțul, École des Loisirs, 2001
  - Regele, găina și cumplita Domnișoară Chardon, École des Loisirs, 2003
- Doctor Fred și Coco Dubuffet, École des Loisirs, 1997
- Irma marea doamnă, École des Loisirs, 1998
- Le Duel, École des Loisirs, 1998
- Da, spanac !, École des Loisirs, 1999
- Zappa, Memoriile unui măgar, Școala de agrement, 2000
- Mémet le timide, Școala de agrement, 2001
- Șoseta verde a lui Lisette, Școala de agrement, 2002
- The Incredible Zanzibar, Școala de agrement, 2003
- Momo Vanpeper și uriașii, ed. Pagină la pagină, 2003
- Coco Panache, Școala de agrement, 2004,
- Le Bonheur de Lapache, Școala de agrement, 2005
- Seria Totoche:
  - Totoche, Școala de agrement, 2005
  - Totoche și peștele nefericit, École des Loisirs, 2006
  - Casa mică a lui Totoche și Meredith, École des Loisirs, 2009
- La Grande Adèle și pisicuta ei, Școala de agrement, 2006
- În căruciorul lui Lisette, Școala de agrement, 2007
- Invenția scaunului, École des Loisirs, 2007
- Colecția mea, Școala de agrement, 2008
- The Beautiful Days of Socquette and Bouldepoil, the Leisure School, 2008
- Socquette și Bouldepoil constată că nu este cald, École des Loisirs, 2009
- Seria Billy:
  - Sus labele !, École des Loisirs, 2010
  - Zimbrul, École des Loisirs, 2011
  - Cal nebun, École des Loisirs, 2012
  - Ziua lui Billy, École des Loisirs, 2014
  - Billy și tipul dur, École des Loisirs, 2015
  - Billy caută  o comoară, École des Loisirs, 2018
- Waldo si verișoara misterioasă , École des Loisirs, 2011
- Chep și Dédé, ed. Bayard, 2012
- Carlo, École des Loisirs, 2012
- Salut lume !, École des Loisirs, 2013
- Pantofii au plecat în weekend, teatru, École des Loisirs, 2015
- Jo, rățușca cea foarte urâtă, École des Loisirs, 2017
- Seria Manu și Nono, Școala de agrement
  - Manu și Nono : dragoste la prima vedere, 2019
  - Manu și Nono : ultimul tort, 2019

- O comoară bine ascunsă, text de Brigitte Smadja, Școala de agrement, 1999
- Le Coup du kiwi, text de Marie Desplechin, École des Loisirs, 2000
- Colecția mea de iubiri, text de Marie Desplechin, École des Loisirs, 2002
- La poalele curcubeului, text de Moka, École des Loisirs, 2001
- The List of Supplies, text de Susie Morgenstern, École des Loisirs, 2002
- Literele mari, text de Kéthévane Davrichewy, Școala de agrement, 2003
- Two is better, text de Agnès Desarthe, École des Loisirs, 2004
- Kakine Pouloute, text de Nathalie Brissac, École des Loisirs, 2005
- Micuța ciupercă fermecată, text de Sabrina Mullor, École des Loisirs, 2010

### Autorul textului
- Seria Bruno, ilustrații de Nicolas Hubesch, École des Loisirs
  - Bruno. Câteva zile din viața mea foarte interesantă, 2015
  - Bruno. În ziua în care am dat o plantă unui străin , 2017

## Premii și recunoaștere
- Premiul Săptămânii Paul Hurtmans pentru cărți pentru copii (Belgia) 2002 [9] pentru Mémet le timide
- Lisette's Green Sock : Booklist's Choice's Choice, SUA, (2005), Revista pentru copii Cea mai bună carte a anului (2005), Cartea internațională remarcabilă, SUA (2005), Revista școlară Librairy Cea mai bună carte a anului, SUA (2005), CCBC Choice (2006) , Cea mai bună carte a anului din Bank Street (2006) [10] .
- Coco Panache : premiul Bernard Versele [11], Belgia (2007), Premiul special la Târgul de Carte din Torino (2008), Cartea pilonului Țărilor de Jos Săptămâna cărții pentru copii (2011).
- Colecția mea : premiul 3, categoria ilustrație (selecție internațională) (Țările de Jos), 2009
- Sus labele ! : ppremiul librăriilor pentru copii (Țările de Jos), 2011
- Premiul Bernard Versele (Belgia) 2018 [12] pentru Bruno. Câteva zile din viața mea foarte interesantă, text de Catharina Valckx, ilustrații de Nicolas Hubesch
- Premiul Livrentête (Franța) 2019 [13] pentru Bruno. În ziua în care i-am dat o plantă unui străin, ilustrații de Nicolas Hubesch
- Selecții pentru premiul internațional, Premiul Memorial Astrid-Lindgren (Suedia), în 2011, 2013, 2014 și 2015 [8]

## Adaptarea operei sale
Sus labele! a fost subiectul unui desen animat pentru televiziunea germană ZDF .